# Großgefleckter Katzenhai
Der Großgefleckte Katzenhai oder Große Katzenhai (Scyliorhinus stellaris) ist eine Haiart aus der Familie der Katzenhaie (Scyliorhinidae). Sie lebt im östlichen Atlantik an den Küsten Europas und Nordafrikas sowie im Mittelmeer und findet sich normalerweise über felsigem Grund in Tiefen von 20 bis 60 Metern. Dabei kommt sie in weiten Teilen ihres Verbreitungsgebietes gemeinsam mit dem Kleingefleckten Katzenhai (S. canicula) vor, von dem sie sich durch eine Zeichnung aus größeren Flecken unterscheidet.
Der Hai erreicht eine Körperlänge von durchschnittlich etwa 1,3 Metern und kann maximal 1,6 Meter lang werden. Er ist nachtaktiv und verbringt den Tag in der Regel versteckt in Höhlen oder auf dem Meeresboden liegend. Er ernährt sich vor allem von bodenlebenden Fischen, kleineren Haien und wirbellosen Tieren. Wie andere Katzenhaie ist er eierlegend, wobei das Weibchen dickwandige Eier mit langen Haltefäden an Seetang ablegt. In weiten Teilen Europas wird der Großgefleckte Katzenhai kommerziell befischt und als Speisefisch vermarktet. Er ist für den Menschen harmlos und wird in der Roten Liste der gefährdeten Arten der International Union for Conservation of Nature (IUCN) als Art der Vorwarnliste aufgeführt.

## Merkmale

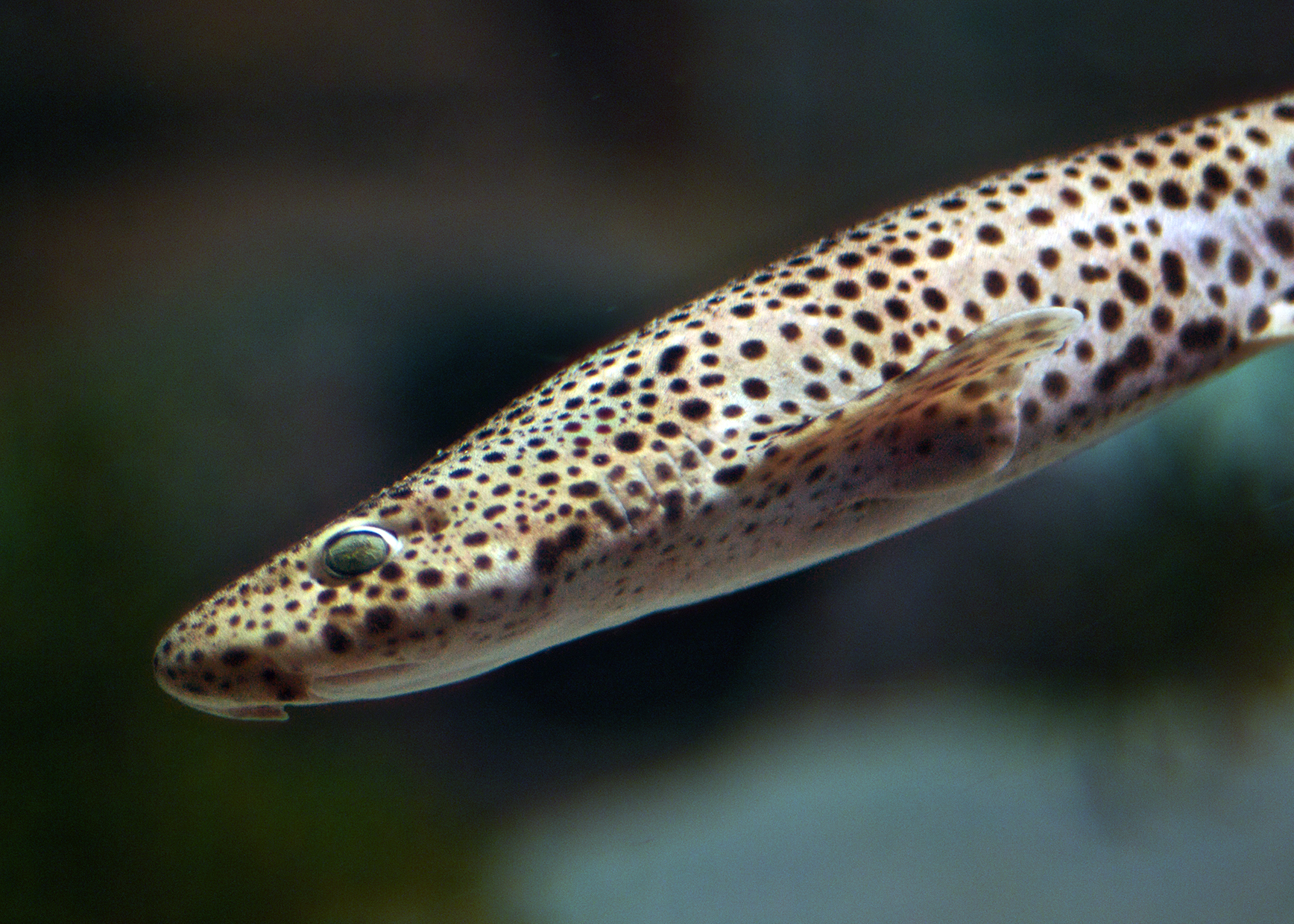
Großgefleckter Katzenhai in einem öffentlichen Aquarium

Großgefleckte Katzenhaie haben den langgestreckten, sehr schlanken Körper aller Katzenhaie, der sich zum Schwanz hin verjüngt. Im Vergleich zu anderen Arten der Familie sind sie jedoch relativ kräftig, mit betonter Rückenpartie, gebaut. Sie erreichen im Atlantik meist eine Länge von etwa 1,30 Metern, können aber auch über 1,60 Meter lang werden. Im Mittelmeer erreichen die Haie nur eine durchschnittliche Länge von 0,75 Metern, das längste hier gefangene Tier war ein 1,08 Meter langes Männchen. Der Körper ist graubraun gefärbt und weist zahlreiche kleine und große schwarze Flecken auf, die häufig unregelmäßig sind und sich teilweise überlappen, so dass ein leopardenähnliches Muster entsteht. Die Zeichnung ist sehr variabel und manche Individuen weisen auch weiße Punkte oder große, ausgedehnte Sattelflecken auf, die große Teile des Körpers bedecken. Die Bauchseite ist weiß. Die Brustflossen sind auf der Unterseite graubraun und gepunktet, wobei die Punkte zur Flossenbasis hin weiß werden.

Zahnformen beim Großgefleckten Katzenhai

Der Kopf ist mäßig breit mit abgeflachter Schnauze und großen, oval geformten Augen. Am Unterrand der Augen ist eine dicke Hautfalte ausgebildet, eine Nickhaut fehlt. Die Nasalgruben sind groß; die deutlich ausgebildeten Hautlappen der Nase (Nasenklappen) stoßen im Gegensatz zu denen des Kleingefleckten Katzenhais nicht vor dem Maul aneinander. Die Zähne haben eine Y-Form und ihre Kanten sind glatt. Die vorderen Zähne haben dabei nur eine schmale und gerade Hauptspitze, während die hinteren Zähne kleiner werden und zusätzlich ein Paar im Verhältnis größerer Seitenspitzen aufweisen. Im Oberkiefer sitzen je Seite 22 bis 27 Zähne sowie 0 bis 2 Zähne im Bereich der Symphyse zwischen den Kieferhälften, im Unterkiefer 18 bis 21 und 2 bis 4 im Bereich der Symphyse.
Die hinter den Augen liegenden Sauglöcher sind mittelgroß, die fünf Kiemenspalten kurz, wobei die letzten beiden über dem Ansatz der breiten und kurzen Brustflossen liegen. Die beiden Rückenflossen sind klein und liegen weit hinten am Körper, die vordere ist größer und setzt über den Bauchflossen an; die hintere, etwas kleinere, deutlich hinter dem Ansatz der relativ langen Afterflosse. Die Brustflossen sind groß, die Bauchflossen bilden bei den Männchen eine zusammengewachsene „Schürze“ oberhalb der Klaspern. Die Schwanzflosse ist breit und auffällig ungleich gegabelt (heterocerk), mit langem oberen und kurzem unteren Lobus und einem langen Endlappen. Die Hautoberfläche des Großgefleckten Katzenhais ist durch die relativ großen, teilweise aufgerichteten Placoidschuppen sehr rau.

## Verbreitung und Lebensraum

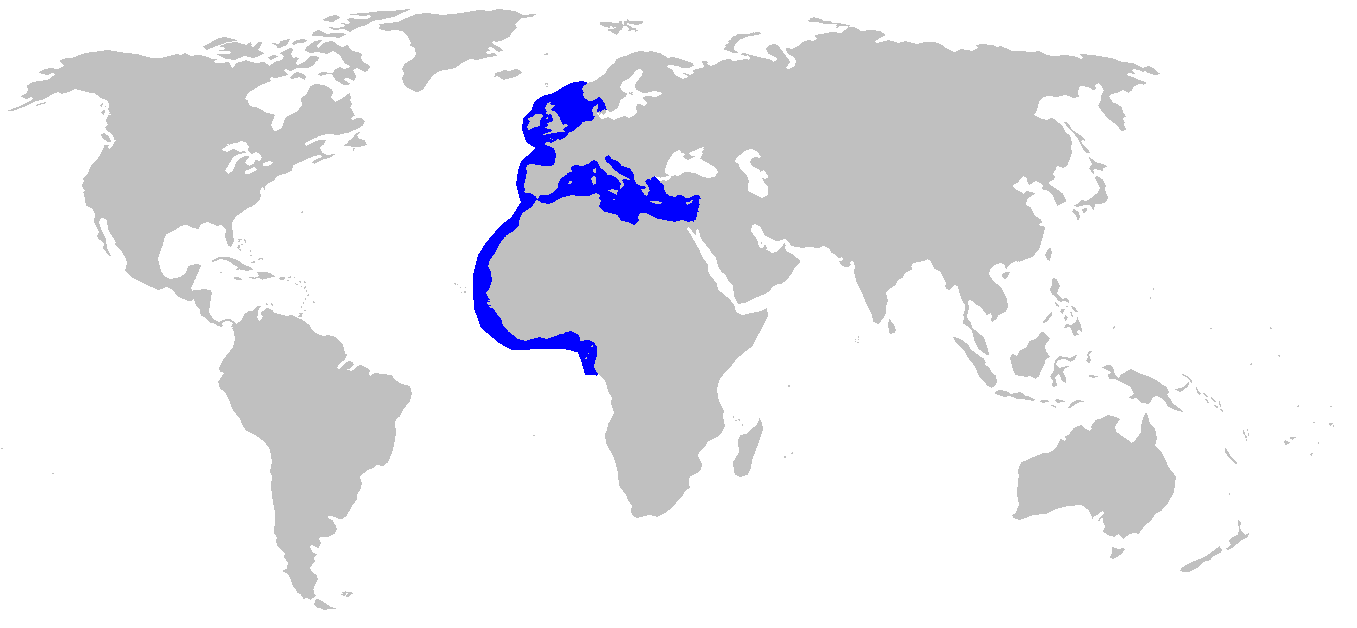
Verbreitungsgebiete des Großgefleckten Katzenhais

Das Verbreitungsgebiet der Art umfasst das Mittelmeer und die Schelfgebiete des Ostatlantiks von Südskandinavien über die Britischen Inseln und die europäische Atlantikküste sowie das Gebiet der Kanarischen Inseln bis Senegal. Möglicherweise reicht es weiter bis zur Mündung des Kongo, wobei entsprechende Sichtungen auch auf Verwechslungen mit dem Westafrikanischen Katzenhai (S. cervigoni) zurückgehen können.
Die bevorzugte Wassertiefe liegt bei 20 bis 63 Metern, die maximal besiedelte Tiefe bei bis zu 125 Metern. Bevorzugt werden ruhige Meeresküsten mit rauem bis felsigem Untergrund, häufig mit Algen- oder Korallenbewuchs. Im Mittelmeer bevorzugt die Art Biotope mit Algen und Korallen.

## Lebensweise
Großgefleckte Katzenhaie sind vorwiegend nachtaktive Bodenbewohner, die einzelgängerisch oder in großen Schulen teilweise nach der Körpergröße aufgeteilt leben. Tagsüber ruhen sie auf dem Grund, wobei sie sich häufig mit den Brustflossen hochstemmen, um über die Sauglöcher verstärkt Wasser zur Atmung aufzunehmen, oder oft zu mehreren Individuen in kleinen Höhlen. In einer Studie wurde beobachtet, dass ein einzelner, noch nicht geschlechtsreifer Hai innerhalb von 168 Tagen fünf unterschiedliche Zufluchten in Folge nutzte, wobei er jede für einige Tage aufsuchte und danach weiterzog. Die Haie nutzen diese Zufluchtsstätten, um sich vor Fressfeinden zu verstecken, Belästigungen durch geschlechtsreife Artgenossen zu entgehen und die Thermoregulation zu erleichtern. Zur Jagd schwimmen sie nachts häufig in tiefere Wasserschichten.
In Gefangenschaft sind Großgefleckte Katzenhaie gesellig und ruhen in der Regel in Gruppen, wobei sich deren Zusammensetzung häufig ändert. Die Art ist seltener anzutreffen als der Kleingefleckte Katzenhai (S. canicula).

### Ernährung
Als Nahrung dienen vorwiegend bodenlebende Tiere, also verschiedene Krebstiere wie Krabben, Einsiedlerkrebse und große Garnelen, aber auch Weichtiere, Stachelhäuter, verschiedene Würmer und kleinere Knochenfische und Haie. Dabei erbeutet er unter anderen Makrelen, Heringe, Plattfische, Knurrhähne, Leierfische und Tiefsee-Kardinalbarsche sowie kleinere Haie wie den Kleingefleckten Katzenhai (S. canicula). Außerdem ist dieser Hai als Aasfresser bekannt.

### Parasiten
Zu den bekannten Parasiten des Großgefleckten Katzenhais gehören die Plattwürmer Hexabothrium appendiculatum und Leptocotyle major, der Bandwurm Acanthobothrium coronatum, der zu den Trypanosomen gehörende Trypanosoma scyllii, die Assel Ceratothoa oxyrrhynchaena, und der Ruderfußkrebs Lernaeopoda galei. Die Meeresschnecke Nassarius reticulatus ernährt sich von den Eiern der Katzenhaie, indem sie sie ansticht und den Dotter aussaugt.

### Fortpflanzung

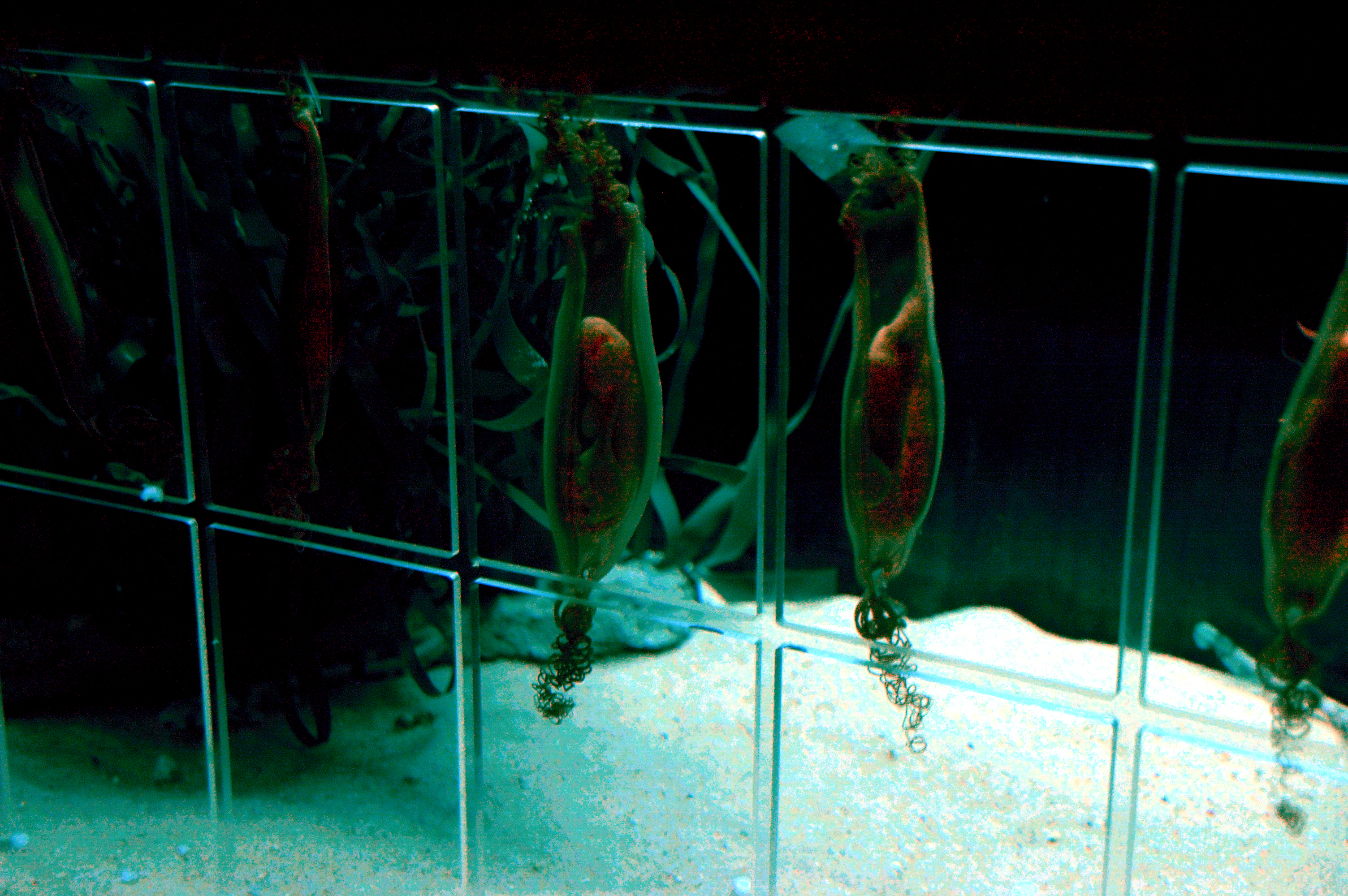
Eier des Großgefleckten Katzenhais in einem Aquarium; bei einigen wurde die Hülle geöffnet, um den Embryo sichtbar zu machen

Wie andere Katzenhaie ist auch der Großgefleckte Katzenhai eierlegend (ovipar). Zur nächtlichen Paarung im Frühjahr und Frühsommer treffen sich die Haie im Flachwasser. Zur Eiablage suchen die Weibchen im Mai bis Oktober Brutplätze im Flachwasser auf. Bekannte Brutplätze sind das Flussdelta des River Fal und die Wembury Bay in England. Obwohl die Weibchen 77 bis 109 Eizellen pro Jahr produzieren, werden diese nicht alle abgelegt. Schätzungen der tatsächlichen Ablagemengen liegen zwischen 9 und 41 Eier pro Weibchen und Eiablagezeit. Die Eier reifen in den paarigen Eileitern und werden entsprechend paarweise abgelegt. Die etwa 10 bis 13 Zentimeter langen und 3,5 Zentimeter breiten Eikapseln sind von einer dicken, braunen Eischale umhüllt und besitzen an allen vier Ecken lange Haltefäden, mit denen sie am Meeresboden zwischen Algen und Seetang, vor allem Cystoseira spp. oder Laminaria saccharina, verankert werden.

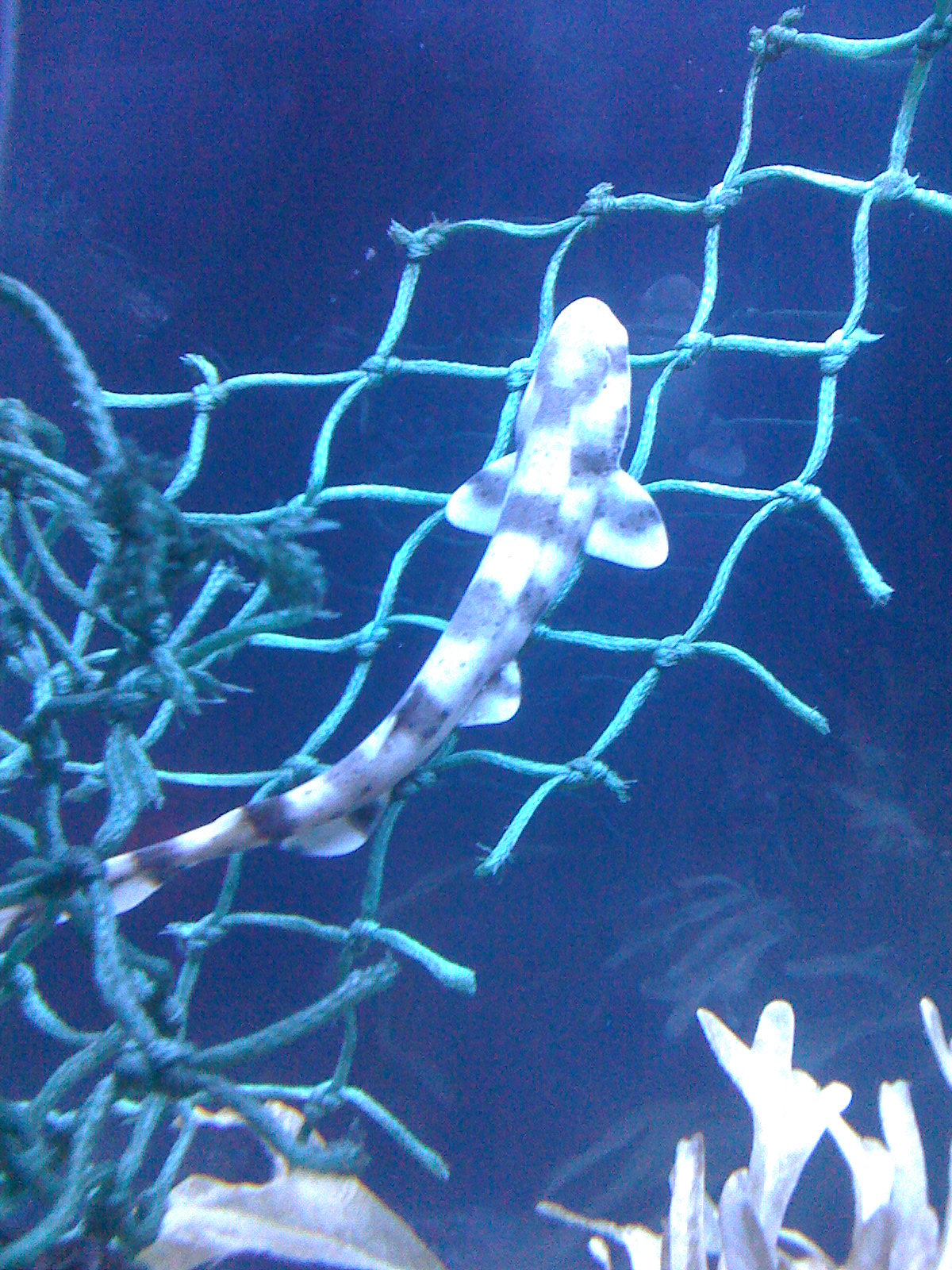
Die Jungtiere des Großgefleckten Katzenhais besitzen deutliche Sattelflecken

In der Nordsee und dem Atlantischen Ozean dauert die Entwicklung der Junghaie in den Eiern 10 bis 12 Monate, im südlichen Mittelmeer nur 7 Monate. Beim Schlüpfen haben die Jungtiere eine Länge von etwa 16 Zentimetern vor Großbritannien, allerdings nur 10 bis 12 Zentimeter vor Frankreich. Die jungen Haie wachsen anfangs etwa 0,45 bis 0,56 Millimeter am Tag und besitzen auffällige Sattelflecken. Die Geschlechtsreife wird mit einer Länge von etwa 77 bis 79 Zentimetern und einem Alter von etwa vier Jahren erreicht. Das dokumentierte Höchstalter liegt bei 19 Jahren.

## Systematik
Die wissenschaftliche Erstbeschreibung des Großgefleckten Katzenhais erfolgte 1758 durch Carl von Linné in dessen 10. Auflage der Systema Naturae. Er benannte ihn als Squalus stellaris, wobei sich das Artepitheton von der lateinischen Bezeichnung stellaris für „gesternt“ ableitete. Linné benannte keinen Typus. 1973 wurde der Hai durch Stewart Springer in die Gattung Scyliorhinus überstellt, die heute aus 14 Arten besteht.

## Verhältnis zum Menschen
Die Art ist für den Menschen ungefährlich. Wird er gefangen, kann er sich allerdings zur Wehr setzen und vor allem durch seine raue Haut Wunden herbeiführen. Der britische Naturforscher Jonathan Couch schrieb dazu 1868: „wenn auch nicht so furchtbar mit den Zähnen wie viele andere Haie ist dieser Fisch durchaus in der Lage, sich von einem Feind zu verteidigen. Wenn er ergriffen wird, schlägt er seinen Körper um den Arm, der ihn hält, und reibt durch Windungen seines Körpers die harten Stacheln seiner Haut über die Oberfläche wie eine Raspel. Es gibt nur wenige Tiere, die ihren Feinden so schwere Risswunden zufügen können.“ Der Hai wird weltweit in zahlreichen Aquarien gehalten und auch erfolgreich vermehrt.
Der Großgefleckte Katzenhai ist regional von großer wirtschaftlicher Bedeutung und wird mit Grundnetzen gefangen und frisch oder gesalzen gegessen oder zu Fischmehl verarbeitet. In Großbritannien wird der Hai unter den Namen „flake“, „catfish“, „rock eel“ oder „rock salmon“ vermarktet, während er in Frankreich als „grande roussette“ oder „saumonette“ verkauft wird. Die Flossen werden getrocknet und für Haifischflossensuppe in den asiatischen Markt exportiert. Die raue Haut des Großgefleckten Katzenhais („rubskin“) wurde früher als Schleifpapier für die Bearbeitung von Holz, vor allem für Holzfässer, und Alabaster sowie als Ersatz für Bims zur Bearbeitung von Kastorhüten genutzt und hatte etwa den Wert eines Hundredweights (ungefähr 50 Kilo) Sandpapier. Die Leber wurde zur Gewinnung von Lebertran genutzt und der Rest des Körpers diente als Köder für Krebsfallen. Der kommerzielle Fang des Großgefleckten Katzenhais in Europa erfolgt vor allem von Frankreich, gefolgt von Großbritannien und Portugal. Dabei werden Bodenschleppnetze oder -stellnetze eingesetzt. Für das Jahr 2004 wurde eine Gesamtfangmenge dieser Art von 208 Tonnen aus dem Nordatlantik dokumentiert.
In der Roten Liste der International Union for Conservation of Nature (IUCN) ist der Großgefleckte Katzenhai als Art der Vorwarnliste („Near Threatened“) aufgeführt. Diese Einstufung wird vor allem mit dem lokalen Rückgang in einigen Gebieten im Mittelmeer und im Bereich der Britischen Inseln sowie mit der lückenhaften Verbreitung mit nur geringem Populationsaustausch der Art begründet und erfolgt auf einer sehr dünnen Datenbasis, weshalb eine zukünftige Einstufung als gefährdet („vulnerable“) nicht ausgeschlossen wird. Im oberen Tyrrhenischen Meer gingen die Bestände seit den 1970er Jahren um 99 % zurück.

## Belege
1. 1 2 3 4 5  Alessandro de Maddalena, Harald Bänsch: Haie im Mittelmeer. Franckh-Kosmos, Stuttgart 2005, S. 161–163. ISBN 3-440-10458-3
2. 1 2 3 4  Compagno, L.J.V., Dando, M. and Fowler, S.: Sharks of the World. Princeton University Press, 2005, ISBN 978-0-691-12072-0, S. 252 (englisch).
3. 1 2  Kuno Sch. Steuben: Die Haie der Sieben Meere: Arten, Lebensweise und sportlicher Fang. Parey, Berlin 1989; Seite 77–78. ISBN 3-490-44314-4
4. 1 2 3 4 5 6  Lythgoe, J. and Lythgoe, G.: Fishes of the Sea: The North Atlantic and Mediterranean. MIT Press, 1992, ISBN 0-262-12162-X, S. 21 (englisch).
5. ↑  Soldo, A., Dulcic, J. and Cetinic, P.: Contribution to the study of the morphology of the teeth of the nursehound Scyliorhinus stellaris (Chondrichthyes: Scyliorhinidae). In: Scientia Marina. 64. Jahrgang, Nr. 3, 2000, S. 355–356 (englisch).
6. 1 2 3 4 5 6  Compagno, L.J.V.: Sharks of the World: An Annotated and Illustrated Catalogue of Shark Species Known to Date. Food and Agricultural Organization, Rome 1984, ISBN 92-5101384-5, S. 366–367 (englisch).
7. ↑  Sims, D.W., Southall, E.J., Wearmouth, V.J., Hutchinson, N., Budd, G.C. and Morritt, D.: Refuging behaviour in the nursehound Scyliorhinus stellaris (Chondrichthyes: Elasmobranchii): preliminary evidence from acoustic telemetry. In: Journal of the Marine Biological Association of the United Kingdom. 85. Jahrgang, 2005, S. 1137–1140, doi:10.1017/S0025315405012191 (englisch).
8. 1 2  Scott, G. W., Gibbs, K. and Holding, J.: Group 'resting' behaviour in a population of captive bull huss (Scyliorhinus stellaris). In: Aquarium Sciences and Conservation. 1. Jahrgang, 1997, S. 251–254 (englisch).
9. 1 2 3  Ford, E.: A contribution to our knowledge of the life-histories of the dogfishes landed at Plymouth. In: Journal of the Marine Biological Association of the United Kingdom. 12. Jahrgang, 1921, S. 468–505, doi:10.1017/S0025315400006317 (englisch).
10. ↑  Kearn, G.C.: Leeches, Lice and Lampreys: A Natural History of Skin and Gill Parasites of Fishes. Springer, 2004, ISBN 1-4020-2925-X, S. 104 (englisch).
11. ↑  Llewellyn, J., Green, J.E. and Kearn, G.C.: A check-list of monogenean (Platyhelminth) parasites of Plymouth hosts. In: Journal of the Marine Biological Association of the United Kingdom. 64. Jahrgang, 1984, S. 881–887, doi:10.1017/S0025315400047299 (englisch).
12. ↑  Williams, H.H. and Jones, A.: Parasitic Worms of Fish. CRC Press, 1994, ISBN 0-85066-425-X, S. 336 (englisch).
13. ↑  Pulsford, A.: Preliminary studies on trypanospmes from the dogfish, Scyliorhinus canicula L. In: Journal of Fish Biology. 24. Jahrgang, Nr. 6, 1983, S. 671–682, doi:10.1111/j.1095-8649.1984.tb04838.x (englisch).
14. ↑  Ramdane, Z., Bensouilah, M.A. and Trilles, J.P.: The Cymothoidae (Crustacea, Isopoda), parasites on marine fishes, from Algerian fauna. In: Belgian Journal of Zoology. 137. Jahrgang, Nr. 1, 2007, S. 67–74 (englisch).
15. ↑  Karaytug, S., Sak, S. and Alper, A.: Parasitic Copepod Lernaeopoda galei Krøyer, 1837 (Copepoda: Siphonostomatoida): A First Record from Turkish Seas. In: Turkish Journal of Zoology. 28. Jahrgang, 2004, S. 123–128 (englisch).
16. 1 2 3  Orton, J.H.: A Breeding Ground of the Nursehound (Scyliorhinus stellaris) in the Fal Estuary. In: Nature. 118. Jahrgang, 1926, S. 732 (englisch).
17. 1 2 3  Capapé, C., Vergne, Y., Vianet, R., Guélorget, O. and Quignard, J.: Biological observations on the nursehound, Scyliorhinus stellaris (Linnaeus, 1758) (Chondrichthyes: Scyliorhinidae) in captivity. In: Acta Adriatica. 47. Jahrgang, Nr. 1, 2006, S. 29–36 (englisch).
18. ↑  Longevity, ageing, and life history of Scyliorhinus stellaris. AnAge: The Animal Ageing and Longevity Database. Aufgerufen am 21. Juni 2010.
19. ↑  Squalus stellaris (Memento des Originals vom 22. Januar 2024 im Internet Archive)  Info: Der Archivlink wurde automatisch eingesetzt und noch nicht geprüft. Bitte prüfe Original- und Archivlink gemäß Anleitung und entferne dann diesen Hinweis.. (2007). Catalog of Fishes. California Academy of Sciences.
20. 1 2  Großgefleckter Katzenhai auf Fishbase.org (englisch)
21. ↑  Couch, J.: A History of the Fishes of the British Islands. Groombridge and Sons, 1868, S. 11–12 (englisch): “although not so formidable with its teeth as many other sharks, this fish is well able to defend itself from an enemy. When seized it throws its body round the arm that holds it, and by a contractile and reversed action of its body grates over the surface of its enemy with the rugged spines of its skin, like a rasp. There are few animals that can bear so severe an infliction, by which their surface is torn with lacerated wounds.”
22. 1 2 3  Day, F.: The Fishes of Great Britain and Ireland. Williams and Norgate, 1884, S. 312–313 (englisch).
23. ↑  Davidson, A.: Mediterranean Seafood: A Comprehensive Guide with Recipes. third Auflage. Ten Speed Press, 2002, ISBN 1-58008-451-6, S. 28 (englisch).
24. ↑  Davidson, A.: North Atlantic Seafood: A Comprehensive Guide with Recipes. third Auflage. Ten Speed Press, 2004, ISBN 1-58008-450-8, S. 168 (englisch).
25. ↑  Vannuccini, S.: Shark Utilization, Marketing and Trade. Food and Agriculture Organization of the United Nations, 1999, ISBN 92-5104361-2, S. 175–176 (englisch).
26. ↑  Yaxley, D.: A Researcher's Glossary of Words Found in Historical Documents of East Anglia. Larks Press, 2003, ISBN 1-904006-13-2, S. 107 (englisch).
27. ↑  FAO Yearbook [of] Fishery Statistics: Aquaculture Production, 2004. Food and Agriculture Organization, 2006, ISBN 92-5005519-6, S. 436 (englisch).
28. 1 2  Scyliorhinus stellaris in der Roten Liste gefährdeter Arten der IUCN 2010.1. Eingestellt von: Ellis, J., Serena, F., Mancusi, C., Haka, F., Morey, G., Guallart, J. & Schembri, T., 2006. Abgerufen am 20. Juni 2010.
29. ↑  Ferretti, F., Myers, R.A., Sartor, P. and Serena, F. (2005). Long Term Dynamics of the Chondrichthyan Fish Community in the Upper Tyrrhenian Sea (Memento des Originals vom 1. April 2011)  Info: Der Archivlink wurde automatisch eingesetzt und noch nicht geprüft. Bitte prüfe Original- und Archivlink gemäß Anleitung und entferne dann diesen Hinweis. (PDF; 301 kB). ICES Council Meeting, 2005/N:25.